# چال سیلابی
چال سیلابی به منطقه‌ای واقع در محدوده محله محمدیه تهران گفته می‌شد که درحوالی سر قبر آقا که تابع محله بازار تهران بود، قرار داشت . به نظر می‌رسد که چال سیلابی هم همچون برخی دیگر از چال‌ها و گودهای واقع در محدوده طهران قدیم، همچون چال میدان و چال حصار و گود عرب ها، از جمله نقاطی است که قبلاً در دوره صفویه، خاک آن را به مصرف حصارکشی تهران رسانده بودند.
البته برخی از پژوهشگران تاریخ تهران بر این باورند که ممکن است بعضی از این چال‌ها و گودها، بر اثر فرو کشیدن خانه‌های اهالی تهران که در سده‌های نخستین اسلامی، در زیر زمین کنده می‌شدند، به وجود آمده باشند. همچنین برخی از گودها و چال‌ها در بخش جنوبی تهران، حاصل خاکبرداری آجر پزی‌ها در سده‌های پیشین بودند، که ممکن است چال سیلابی هم جزو همین قبیل چال‌ها بوده باشد.
عمده شهرت این محل بواسطه اسکان زنان روسپی در آن در زمان ریاست نظمیه کنت دومونت فرت، اولین رئیس پلیس طهران می‌باشد.

## تصنیف چال سیلابی
در لغتنامه دهخدا، به تصنیفی اشاره شده‌است که رنود تهران، برای لیلا دختر کنت دمونت فر اولین رئیس نظمیه (شهربانی ) در دوران ناصرالدین شاه ساختند و در آن به چال سیلابی اشاراتی شده بود:
لیلا را بردند چال سیلابی 
براش خریدند سیب و گلابی 
مرتضی سیفی تفرشی روایتی دقیقتر و کاملتر از این موضوع دارد:
چال سیلابی نیز از محله‌های معروف ناحیه محمدیه بود. در مورد آن می نویسند: کنت دو مونت فرت، رییس نظمیه تهران و امور احتسابیه دستور داد تا زنان روسپی شهر تهران را جمع کنند و در چال سیلابی جای دهند تا از پراکندگی آنان و اشاعۀ فساد در سطح شهر جلوگیری شود.این رفتار مایۀ اعتراض جمعی از زنان محله مزبور شد. به تحریک کامران میرزا حاکم تهران عده‌ای دختر کنت را که لیلی نام داشت، دزدیده، و  اورا به چال سیلابی بردند. لوطی‌ها و عنتر بازان آن زمان [یا به تعبیر دهخدا: رنود طهران] نیز، ماجرا را به صورت تصنیف زیر در آوردند و برای مردم می خواندند:
لیلی را بردند چال سیلابی                                            
براش خریدند سیب و گلابی

لیلی را بردند حمام گلشن                                             
کنت بی غیرت چشم تو روشن

لیلی را بردند دروازه دولاب                                          
براش خریدند زری و جوراب

لیلی گل است والله !                                                    
خیلی خوشگل است والله!

فلفل تندم لیلی                                                       

دختر کنتم لیلی!